# Rasmus Stjerne
Rasmus Stjerne Hansen (Hvidovre, 26 mei 1988) is een Deense curlingspeler.

## Biografie
Rasmus is de zoon van curlingspeler Tommy Stjerne. Hij speelde vijf keer op het WK voor junioren, en won goud in 2009. Een jaar later nam hij voor het eerst deel aan het Europees kampioenschap, en haalde hij meteen de finale. Een jaar later won hij brons. In 2014 leidde hij zijn land naar een zesde plaats op de Olympische Winterspelen. Twee jaar later leidde hij de Deense ploeg voor het eerst naar de finale van het wereldkampioenschap, die verloren werd tegen Canada. In 2018 eindigde hij met Denemarken als tiende en laatste op de Olympische Spelen. In maart van dat jaar gaf hij aan dat hij stopte met het professionele curling. In 2022 maakte hij een comeback op het Deense kampioenschap, dat hij meteen won.